# Cromacio de Roma
Cromacio de Roma, también conocido como Agrestius Chromatius fue vicario del prefecto de la ciudad en Roma bajo Diocleciano. Tenía un ornamentado palacio en el barrio de Parione.La Iglesia católica conmemora su festividad el 11 de agosto.
Chromacio condenó a muerte a varios mártires durante el reinado de Carino. Según una leyenda de San Sebastián, Cromatio fue convertido posteriormente al cristianismo por Marcos y Marceliano y bautizado por  Policarpo. Esto ocurrió por el testimonio de Tranquillinus de que se había curado de la gota durante el bautismo. Cromacio sufría del mismo mal, por lo que mandó llamar a Policarpo, quien lo bautizó, y también fue curado.
Después de convertirse en cristiano, Cromacio liberó a los prisioneros y a sus esclavos. Luego se retiró y fue sucedido por Fabiano. Cromacio vivió tranquilamente en su finca durante muchos años, acogiendo a otros cristianos en su casa para protegerlos de la persecución.
Cromacio tuvo un hijo,  san Tiburcio, que fue bautizado gracias a la persuasión de Sebastián, que fue su padre. Tiburcio fue ordenado subdiácono. Durante la persecución de Diocleciano se refugió en la casa de su padre. Posteriormente fue traicionado por un apóstata, torturado y decapitado. La Iglesia católica considera a Tiburcio como un santo.
Se dice que Cromatión también fue martirizado. Sin embargo, no se conocen detalles de su martirio. Según Alban Butler, Chromatius fue mencionado en varios martirologios antiguos junto con su hijo Tiburtius; se les conmemora el 11 de agosto.